# 米开朗基罗
米开朗基罗（1475年3月6日—1564年2月18日），全名米开朗基罗·迪·洛多维科·博纳罗蒂·西蒙尼（Michelangelo di Lodovico Buonarroti Simoni），又譯，意大利文艺复兴时期雕塑家、建筑师、画家与诗人，與列奥纳多·达芬奇和拉斐爾·聖齊奧並稱「文藝復興藝術三杰」，以人物“健美”著称，即使女性的身体也描画的肌肉健壮。他的雕刻作品“大卫像”举世闻名，美第奇家族墓前的“昼”、“夜”、“晨”、“昏”四座雕像构思新奇，此外著名的雕塑作品还有“梅瑟像”、“大奴隶”等。他最著名的绘画作品是梵蒂冈西斯汀小堂的《创世纪》天顶画和壁画《最后的审判》。他还设计和初步建造了梵蒂岡聖伯多祿大殿，设计建造了教宗儒略二世的陵墓。米开朗基罗脾气暴躁，不合群，和达芬奇与拉斐尔都合不来，经常和他的恩主顶撞，但他一生追求艺术的完美，坚持自己的艺术思路。米开朗基罗1475年生于佛罗伦萨共和国卡普雷塞，1564年在罗马去世，时年88岁。他的风格影响了几乎三个世纪的艺术家。
小行星3001、水星上位於45.0°S，109.1°W的隕石坑以他的名字命名以示尊敬和纪念。

## 生平

### 早年

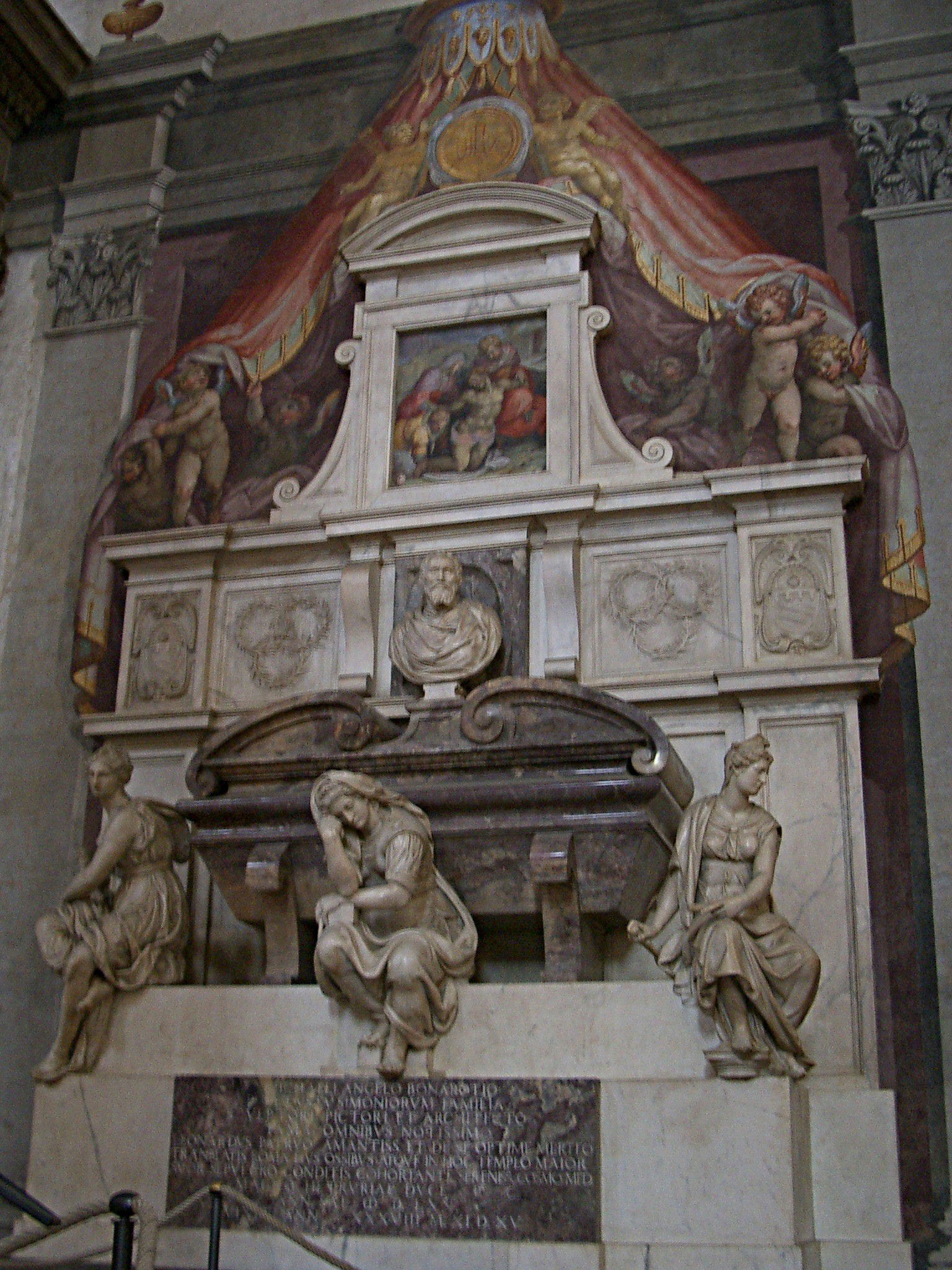
位於佛羅倫薩聖十字大殿內的米開朗基羅墓

1475年3月6日[a]，米開朗基羅出生於托斯卡納阿雷佐附近的卡普雷塞 （即今天的卡普雷塞米開朗基羅）。 家族的幾代人一直是佛羅倫薩的小銀行家，但米開朗基羅的父親，洛多維科·迪·萊昂納多·博那羅蒂·迪·西蒙尼（Lodovico di Leonardo Buonarroti di Simoni）沒能維持銀行的運轉，轉而間斷在政府任職。 在米開朗基羅出生的時候，他的父親是小鎮卡普雷塞的司法行政官員和丘西的地方行政官員。米開朗基羅的母親名叫弗朗切斯卡·迪·內里·德爾·米尼亞托·迪·錫耶納（Francesca di Neri del Miniato di Siena）。 米開朗基羅的家族自稱是托斯卡納伯爵夫人卡諾莎的瑪蒂爾達的後代，但是這從未被證實。不過，米開朗基羅對此深信不疑。  米開朗基羅出生幾個月之後，米開朗基羅全家搬到了佛羅倫薩，此後米開朗基羅就在佛羅倫薩長大。 1481年，米開朗基羅年僅6歲時，他的母親去世。米開朗基羅由小鎮塞蒂尼亞諾的一個石匠家庭撫養。他的父親在這個鎮上擁有一個大理石採石場和一個小農場。 喬爾喬·瓦薩里引用米開朗基羅的話說，“如果說我有一些優點的話，那是因為我出生在貴國阿雷佐的奇妙氣氛中。在被奶媽哺育長大的過程中，我學到了錘鑿的使用訣竅，並用其塑造人物。”
當米開朗基羅還是一個小男孩的時候，他的父親把他送到佛羅倫薩的人文主義者弗朗切斯科·達·烏爾比諾（Francesco da Urbino）那裡學習語法。 [b]然而，米開朗基羅對上學沒有興趣，卻更喜歡臨摹教堂的繪畫以及和畫家們呆在一起。 十三歲時，米開朗基羅成為了畫家多梅尼科·基爾蘭達約的學徒。 年僅十四歲時，米開朗基羅的父親說服了基爾蘭達約，從而使米開朗基羅可以按照畫家的標準向基爾蘭達約領取工資，這在那時是極不尋常的事情。 1489年，佛羅倫薩的實際統治者洛倫佐·美第奇要基爾蘭達約把他最好的兩個學生送來，基爾蘭達約選擇了米開朗基羅和弗朗切斯科·格拉納奇。 1490至1492年間，米開朗基羅加入了美第奇家族設立的人文學院，學院倡導新柏拉圖主義。米開朗基羅在貝爾托爾多·迪·喬萬尼指導下學習雕塑。在學院中，米開朗基羅的世界觀和藝術風格都受到當時最傑出的哲學家和作家（包括馬爾西里奧·菲奇諾、若望·皮科·德拉·米蘭多拉和波利齐亚诺）的影響。 在此期間，米開朗基羅創作了浮雕樓梯上的聖母（1490年至1492年）和半人馬之戰（1491年至1492年）。後者的題材來自於波利齊亞諾的提議，作品是洛倫佐·美第奇的委託件。 17歲時，貝爾托爾多·迪·喬萬尼的另一位徒弟彼得羅·托里賈諾在一次爭執中打中了米開朗基羅的鼻子，使得他破了相。後來所有米開朗基羅的畫像中都體現了這一明顯的面部缺陷。 

### 成年之初
1492年4月8日，洛倫佐·德·美第奇離世。米開朗基羅的生活由此被改變，他離開了美第奇宮廷的保護，回到他父親的居所。接下來的幾個月裡，他雕刻了一件木製的十字苦像（1493），作為給佛羅倫薩聖神教堂院長的禮物。這座教堂允許米開朗基羅利用教堂醫院的屍體進行解剖學研究。 1493年至1494年間，米開朗基羅購買了一大塊大理石，將它雕成了比真人略大的赫丘利像。雕像後來被送至法國，並在18世紀時遺失。 [c]1494年1月20日，一場大雪過後，洛倫佐·美第奇的繼承人皮耶羅二世·德·美第奇委託米開朗基羅用雪製作一件雕塑，米開朗基羅由此重返美第奇的宮廷。
同年，修士薩沃納羅拉崛起，美第奇家族被逐出佛羅倫薩。在政治動盪結束前，米開朗基羅離開佛羅倫薩，先去了威尼斯，隨後來到博洛尼亞。在博洛尼亞，他被委任完成聖多明我大殿雕刻最後部分的幾個小型人物雕像。 1494年底，佛羅倫薩的政治局勢漸趨平靜。法王查理八世被打敗，佛羅倫薩不再遭受法國軍隊的威脅。米開朗基羅回到佛羅倫薩，但薩沃納羅拉的政府並不委託他進行創作。米開朗基羅於是重新尋求美第奇家族的委託。 在佛羅倫薩度過的半年裡，他創作了兩件小雕像，一件是幼年的聖若翰洗者像，另一件是沉睡的丘比特。據米開朗基羅的傳記作家阿斯卡尼奧·康迪維稱，聖若翰洗者像的委託人洛倫佐·迪·皮爾弗朗切斯科·德·美第奇要米開朗基羅把丘比特像做舊，就像出土的一樣，這樣他就能把雕塑送到羅馬，當成一件古物來賣，從而多賺不少錢。然而洛倫佐和米開朗基羅都不知不覺地上了中間人的當，中間人瞞報了雕塑的真實售價，使得銷售的收入更多落入了中間人的口袋裡。雕塑的買主，辣法耳·里阿里奧樞機發現自己買到的是一件贗品，但雕塑的優異品質給他留下了深刻的印象，於是他把米開朗基羅請到了羅馬。  [d]這一創作的成功以及佛羅倫薩的不利環境，可能是促使米開朗基羅接受主教的邀請、前往羅馬的原因。 

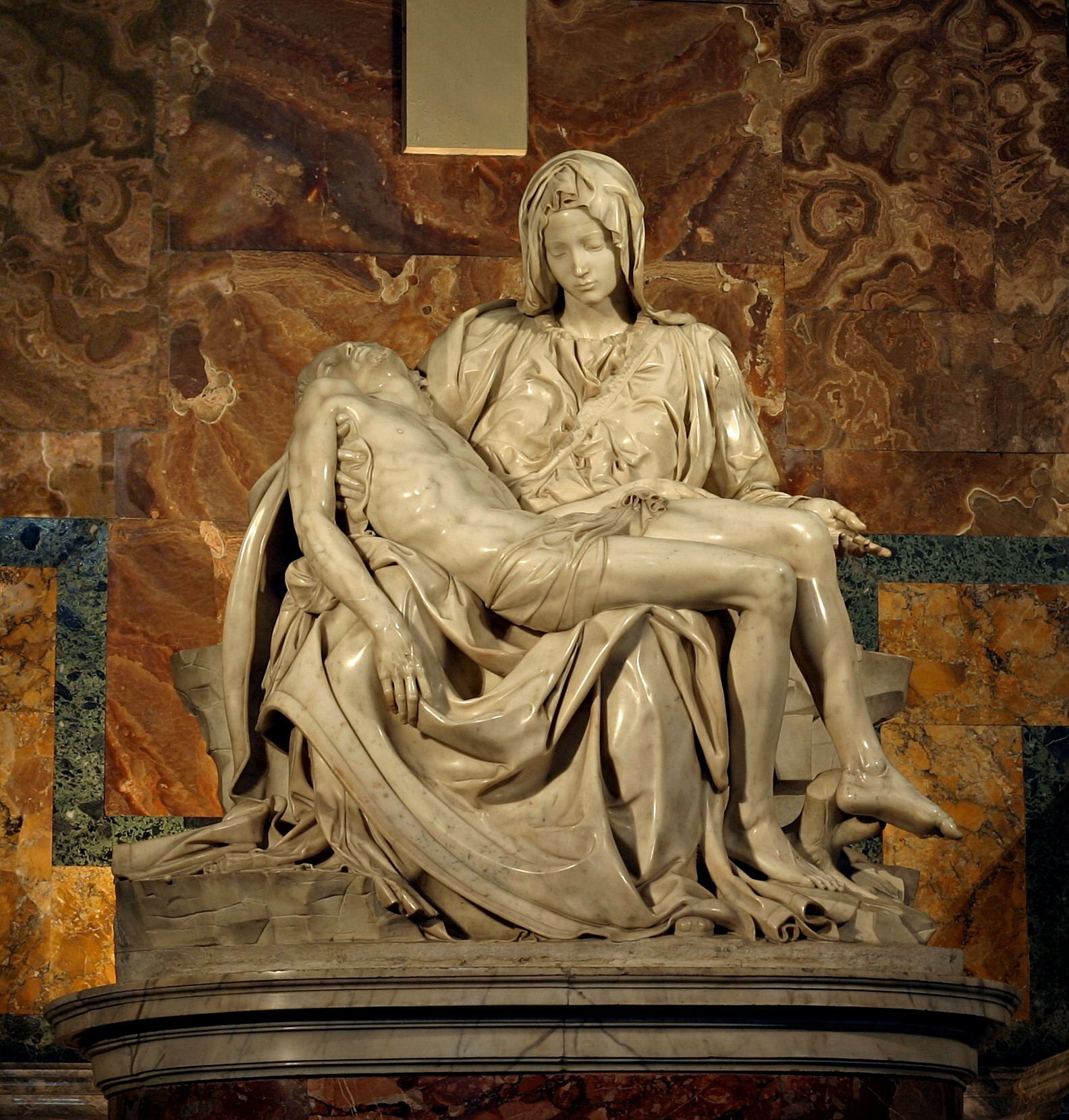
米开朗基罗创作的圣殇像

### 在罗马
1496年6月25日，米開朗基羅抵達羅馬，這時他21歲。同年7月4日，他開始為辣法耳·里阿里奧樞機創作一件羅馬酒神巴庫斯的雕像，大小比真人略大。然而，雕像完成後，樞機主教卻拒絕接收這件作品。巴庫斯的雕像隨後擺在了銀行家雅格布·加里（Jacopo Galli）的花園裡，成為他的收藏之一。
1497年11月，法國駐聖座大使委託米開朗基羅創作雕塑《聖殤》（或譯聖母哀悼基督、聖母憐子），這件雕塑後來成為米開朗基羅最著名的作品之一。委託合同在次年8月簽訂。作品完成時，米開朗基羅只有23歲。作品受到了時人的好評。據記載，雕塑完成不久，米開朗基羅得知有傳言稱雕像的創作者是克里斯多弗羅·索拉里，米開朗基羅隨即在雕像中聖母胸前的肩帶上刻下了MICHAELA[N]GELUS BONAROTUS FLORENTIN[US] FACIEBA[T]（佛羅倫薩的米開朗基羅·博那羅蒂所作）。這也是米開朗基羅唯一一件有簽名的作品。這件作品至今保存在梵蒂岡的聖伯多祿大殿裡。近年，有研究者認為拉奧孔與兒子們並不是古羅馬的作品，而是米開朗基羅在羅馬的這一段時間裡的創作。 

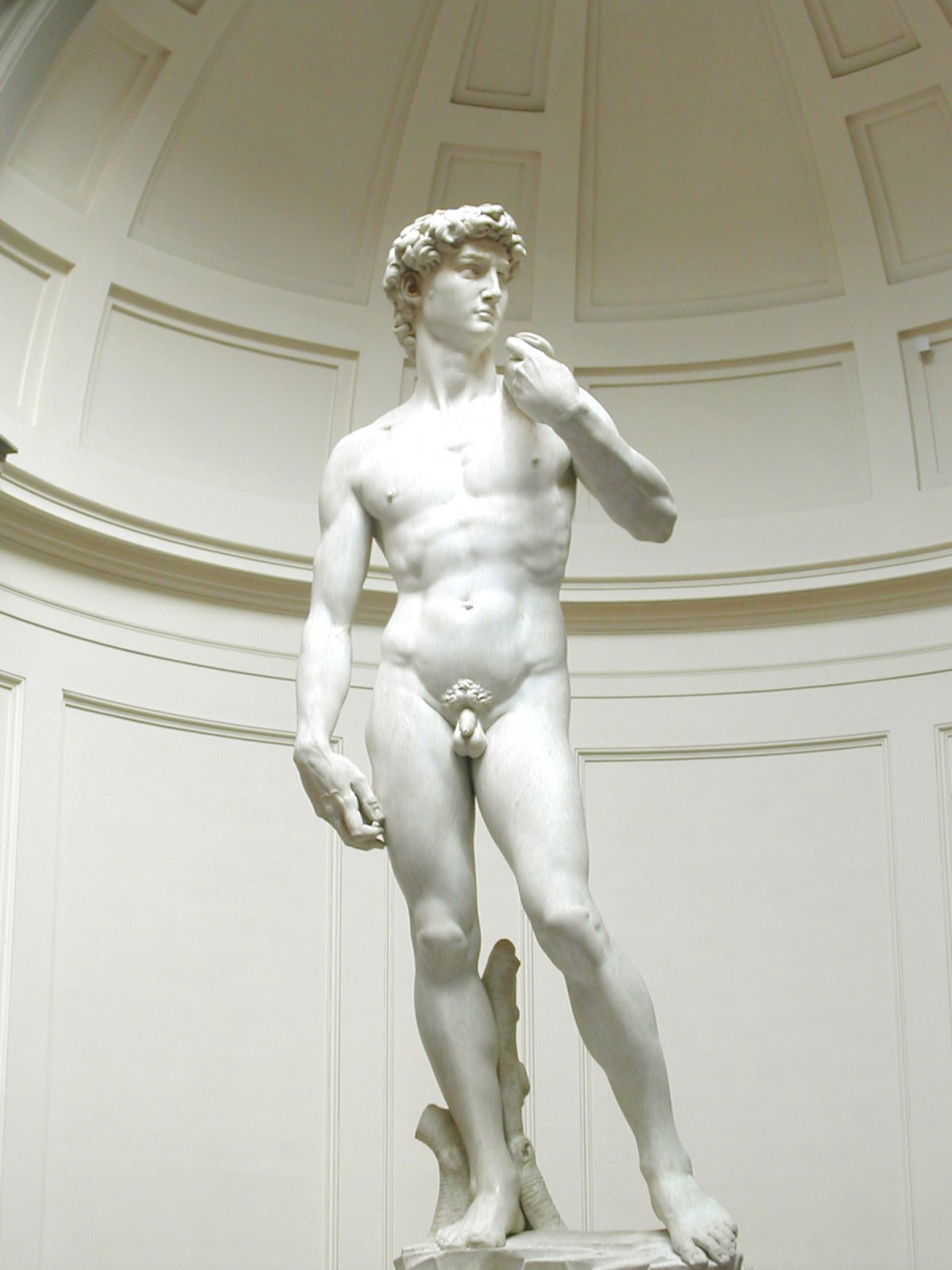
米開朗基羅1504年完成的大衛像是文藝復興時期最負盛名的傑作之一。

### 大卫像
1499年至1501年間，米開朗基羅回到了佛羅倫薩。佛羅倫薩原來的精神和世俗領袖，反對文藝復興的修士薩佛納羅拉在1498年被處以火刑，皮耶羅·索代里尼漸漸得勢，佛羅倫薩共和國的形勢轉好。羊毛同業公會委託米開朗基羅創作一件巨大的大衛雕像，作為佛羅倫薩自由的象徵，完工後擺放在維奇奧宮前的領主廣場上。同業公會提供的大理石，是阿戈斯蒂諾·迪·杜喬在40年前用過的。 1504年，米開朗基羅完成了大衛像。這一出色的傑作，突顯了米開朗基羅非凡的技術和出眾的想像力，奠定了他作為雕塑家的地位。

### 西斯汀天顶画

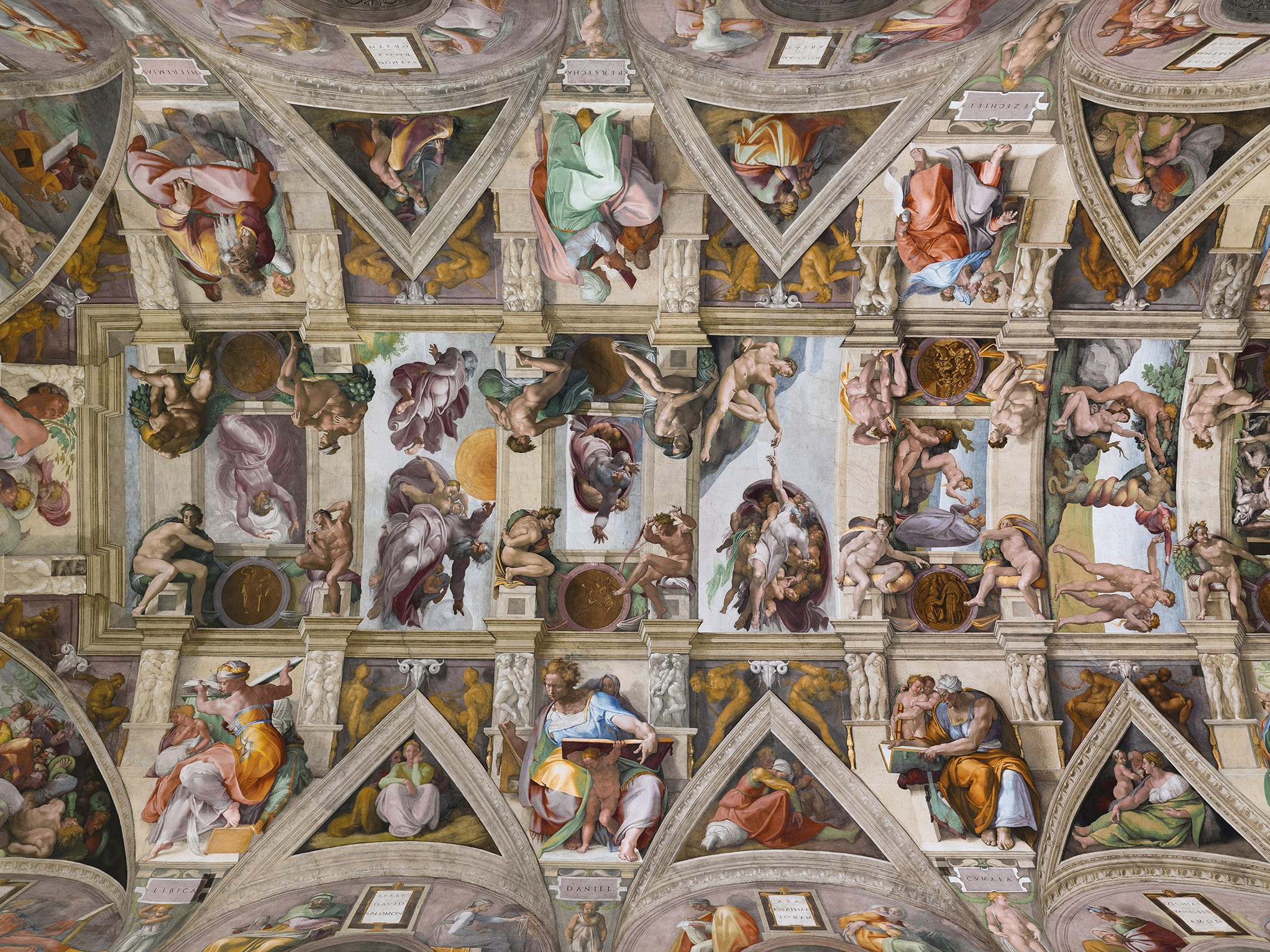
西斯汀小堂的天頂畫。米開朗基羅為此花費了四年的時間。

1505年，受新任教宗儒略二世之邀，米开朗基罗回到罗马。儒略二世委托他为教宗自己设计陵墓。由于这期间教宗还不断委托米开朗基罗创作其它作品，陵墓的设计工作时常被打断，以致用了40年才完成。陵墓位于罗马的圣伯多禄锁链堂，中心是摩西像。
同一時期，米開朗基羅受委託為西斯汀小堂繪製天頂畫，大約花了4年時間（1508年至1512年）。根據米開朗基羅的自述，是多納托·伯拉孟特和拉斐爾說服了教宗委託米開朗基羅在他不熟悉的一種媒質上進行創作。這樣的話，米開朗基羅與他的對手，正處在高峰時期的頂尖壁畫畫家拉斐爾相比時就會相形見絀。然而，當代藝術史學家根據現在的證據否認了這個故事，並斷定這只是藝術家自己的觀點而已。
教宗委托的壁画内容是星空背景上的十二宗徒。但是米开朗基罗却另选了更复杂的方案，取材于《旧约圣经》中的创世纪。作品描绘了343个人物形象。中心部分是创世纪中的九个场景，从开天辟地到洪水方舟。其中最著名的是《创造亚当》。

### 重回佛罗伦斯

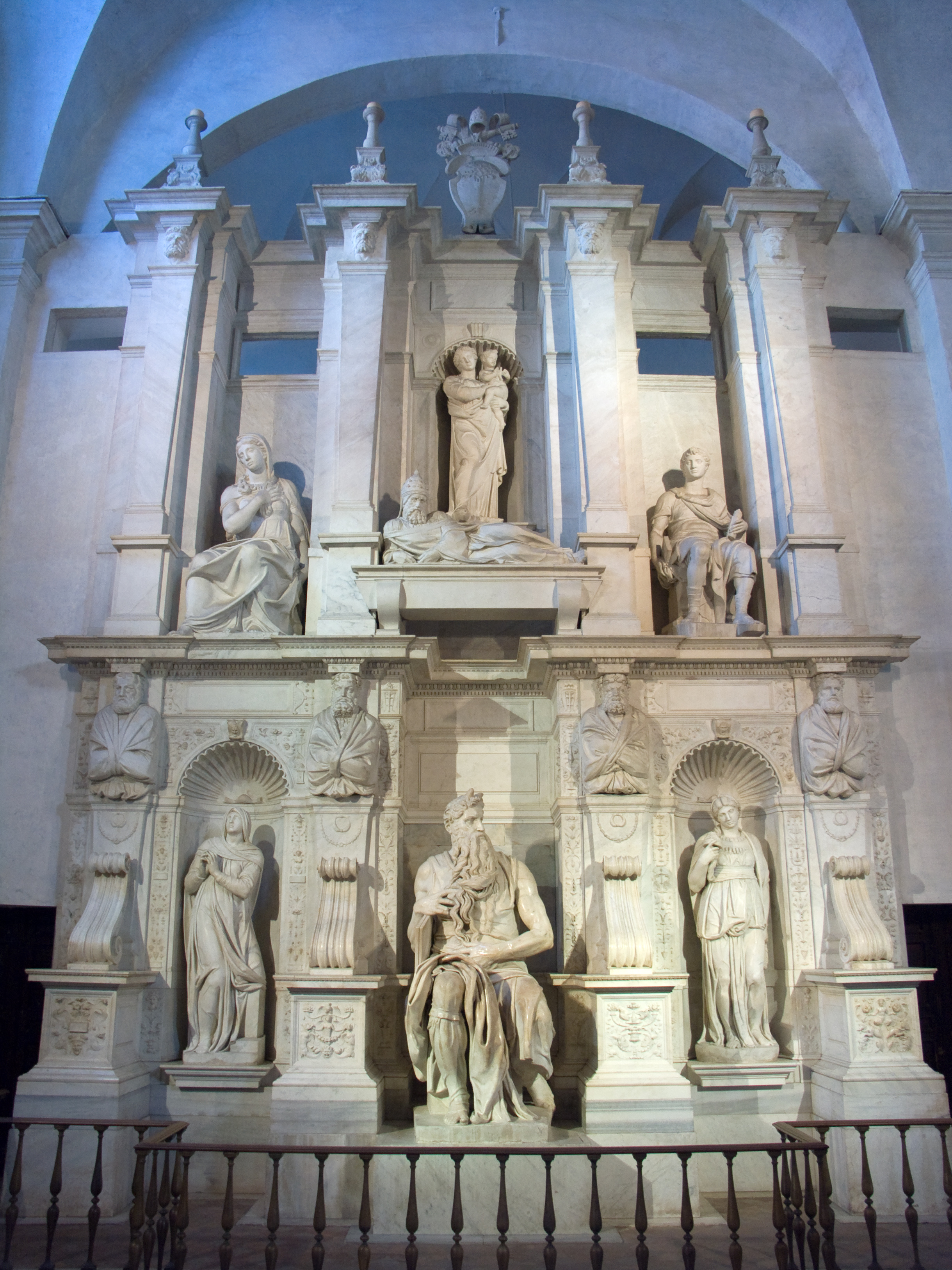
米開朗基羅1515年創作的梅瑟像（居中）。兩邊是拉結和利亞。

1513年，儒略二世逝世。来自美第奇家族的良十世继任教宗，委托米开朗基罗重建佛羅倫斯聖老楞佐大殿的立面，并为大殿创作雕塑作为装饰。米开朗基罗勉强同意了委托。随后的三年，米开朗基罗为了大殿的立面绘图、制作模型，尝试在皮耶特拉桑塔设立一座新的大理石采石场，专供项目所用。然而，不幸的是，工程还没有一点实质性的进展，赞助人就由于经济上的问题，突然取消了这一项委托。这座大殿的立面至今没有建造。
隨後，美第奇家族為了補償米開朗基羅，委託給他另一項大工程，這一次是在佛羅倫斯聖洛伦佐大殿為美第奇家族設計家族陵墓。 1520年代和1530年代的大多時間，米開朗基羅都在為這一工程忙碌。幸運的是，這項建築工程最終得以圓滿完成。

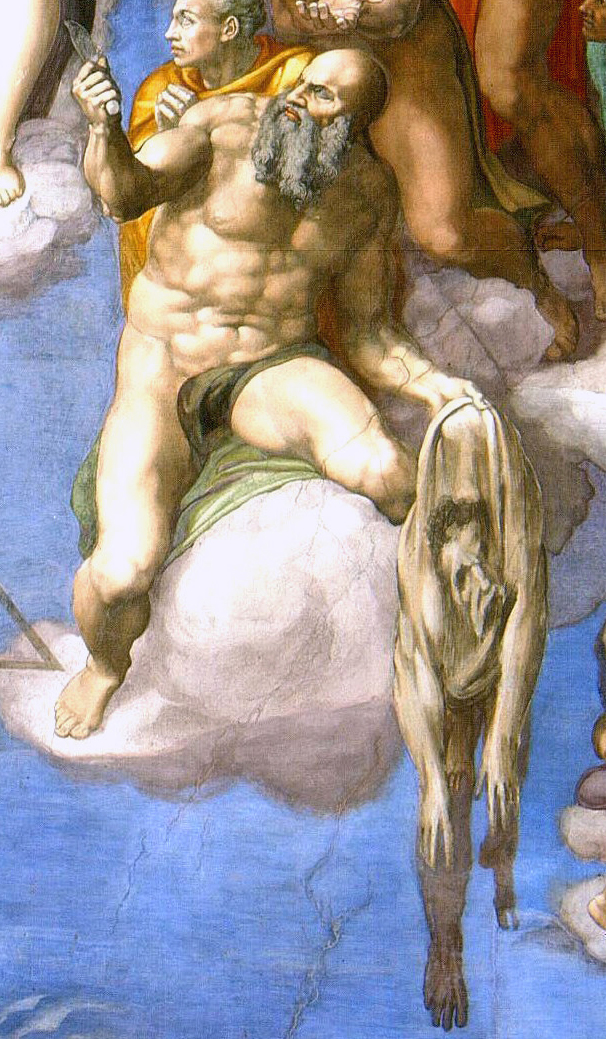
米開朗基羅在1536年至1541年間所繪壁畫最後的審判。圖示部分為巴爾多祿茂手提人皮，人皮的面部是米開朗基羅的自畫像。

1527年，佛羅倫斯公民受羅馬之劫的鼓舞，趕走了美第奇家族，恢復了共和國。佛羅倫斯為此遭到圍攻。 1528年至1529年，米開朗基羅為他深愛的佛羅倫斯修築城防工事，抵擋入侵。 1530年，佛羅倫斯最終被攻陷，美第奇家族重掌大權。美第奇家族回到佛羅倫斯之後，開始了嚴酷的統治。米開朗基羅在1530年代中段，逃離了佛羅倫斯，只留下助手們完成美第奇家族小堂的工程。

### 羅馬，最後的鉅作
教宗克勉七世委託米開朗基羅在西斯汀小堂的祭壇牆上繪製濕壁畫《最后的审判》，然而，克勉七世在委託之後不久就死去了。保祿三世繼任，並為米開朗基羅的創作提供了支持和幫助。壁畫在1534至開始繪製，1541年10月最終完成。這件作品規模宏大，佔據了西斯汀小堂祭壇的整座牆。最後的審判描繪的是世界末日來臨，基督再次來到人世，對人進行審判，並決定他們的命運。基督身邊圍著聖徒們。
作品剛剛完成，就有人認為壁畫褻瀆了教義，因為米開朗基羅把基督和聖母瑪利亞都畫得一絲不掛。 卡拉法樞機（後來的教宗保祿四世）、曼托瓦大使塞爾尼尼蒙席（Monsignor Sernini）都要教宗毀掉這幅壁畫，但是教宗沒有同意。米開朗基羅去世後，教廷決定為畫中的裸體畫上遮羞布掩蓋私處。米開朗基羅的一個徒弟達尼埃萊·達·沃爾泰拉接受了委託，為畫中的裸體人物畫上了內褲，他也因此得到了“褲子畫家”的謔稱。 1993年，文物工作者修復壁畫時，決定保留一部分達尼埃萊畫上的遮羞布，以作為歷史的記錄。另一方面的原因，之前一些藝術家為了“潤色”這幅鉅作，毀壞了米開朗基羅的一部分原筆。 那不勒斯卡波迪蒙特博物館收藏有馬爾切洛·維努斯蒂的臨摹本，臨摹本忠實於原作，臨摹時原壁畫還沒有被後人修改。

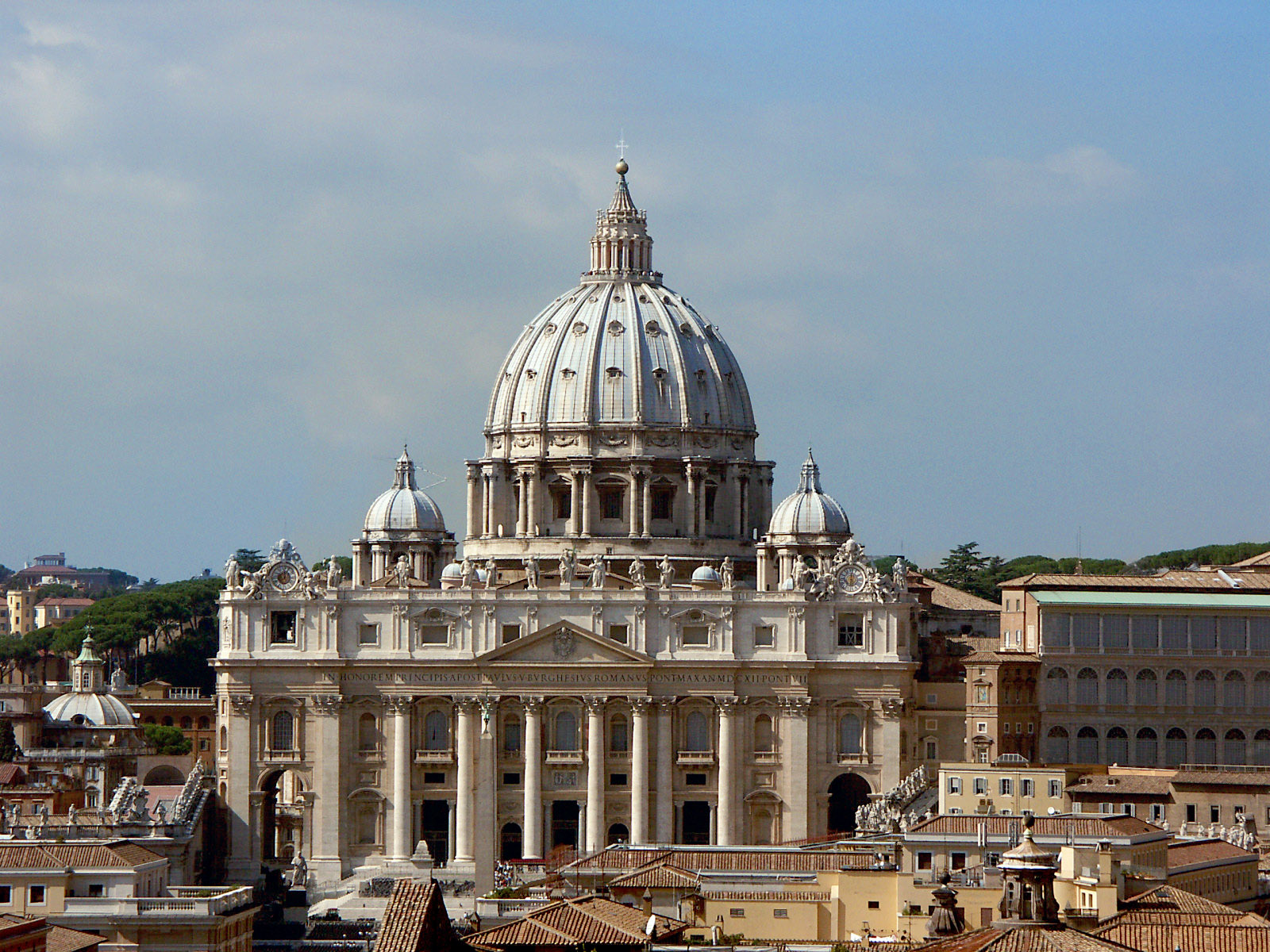
羅馬聖伯多祿大殿的圓頂，米開朗基羅設計。圓頂在他逝世時還沒有完成。

同样的审查一直伴随着米开朗基罗，由于他作品中的人物常常裸体，暴露生殖器，他一度被污为“淫秽创造者”（義大利語：inventor delle porcherie）。米开朗基罗的作品被臭名昭著的“遮羞布运动”大量破坏，加上了大量的遮羞布。例如，雕塑弥涅耳瓦的基督（位于罗马的神庙遗址圣母堂）的遮羞布一直保留至今。
1546年，聖座任命米開朗基羅為梵蒂岡聖伯多祿大殿的建築師。米開朗基羅要為教堂設計圓頂。工程進行期間，由於米開朗基羅的高齡，有人擔心他不能在有生之年完成穹頂。然而，穹頂下部支撐環建成之後，建築的完成不再是個問題。1564年2月18日，米開朗基羅在羅馬去世，享壽八十八歲。這時距離他的89歲生日只有三個星期。根據他的遺願，遺體自羅馬運回佛羅倫斯，安葬在佛羅倫斯聖十字聖殿。

### 最後遺作
梵蒂岡官方報章《羅馬觀察家報》於2007年12月6日報道，聖座在聖伯多祿大殿一間辦公室內找到可能是著名藝術大師米開朗基羅的最後遺作，估計是他死前一年為興建聖伯多祿大殿所畫的一份草圖。 

## 作品

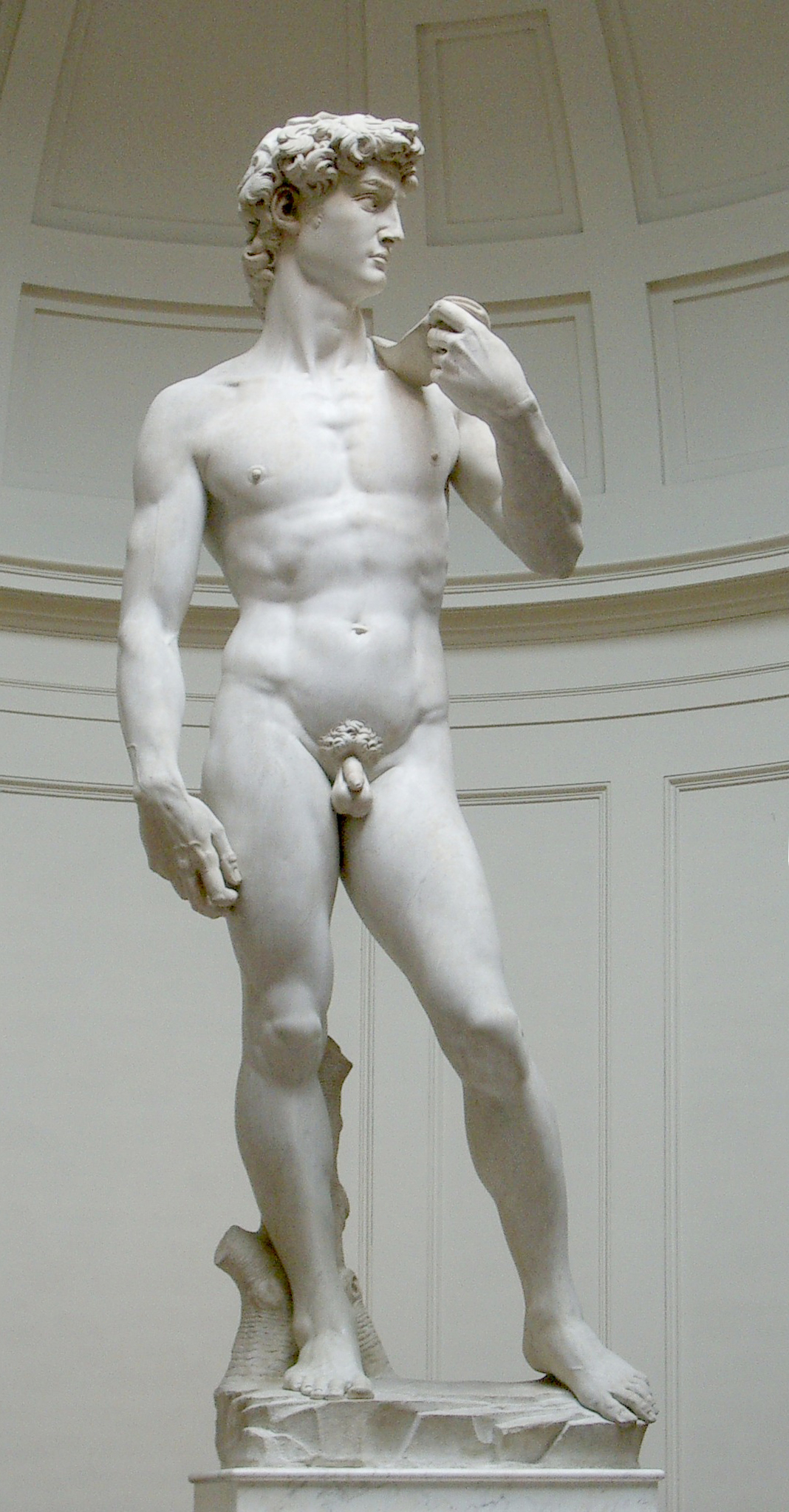
大衛像，1501年至1504年，展示於義大利佛罗伦萨美术学院藝廊
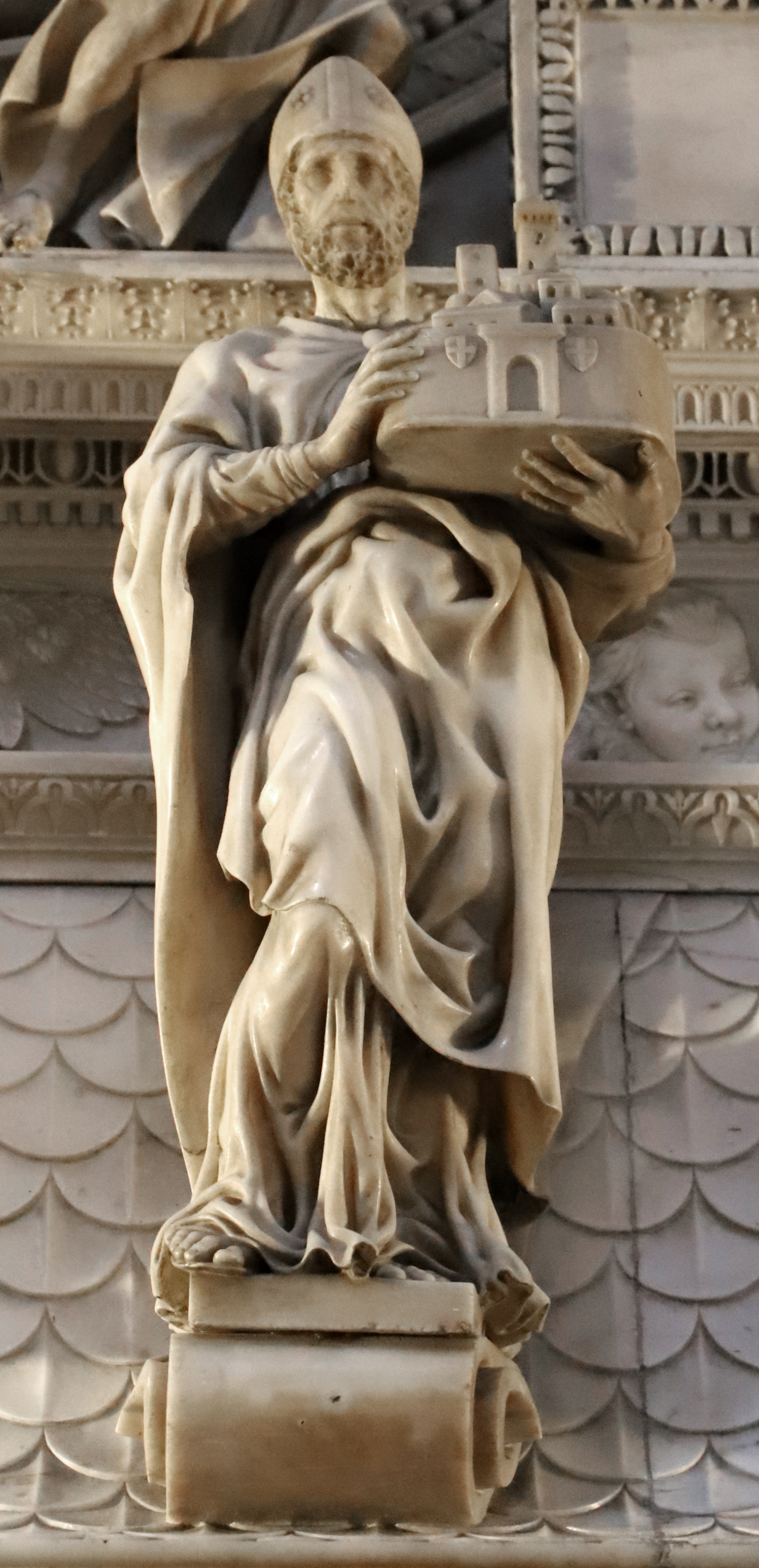
聖多明尼克像
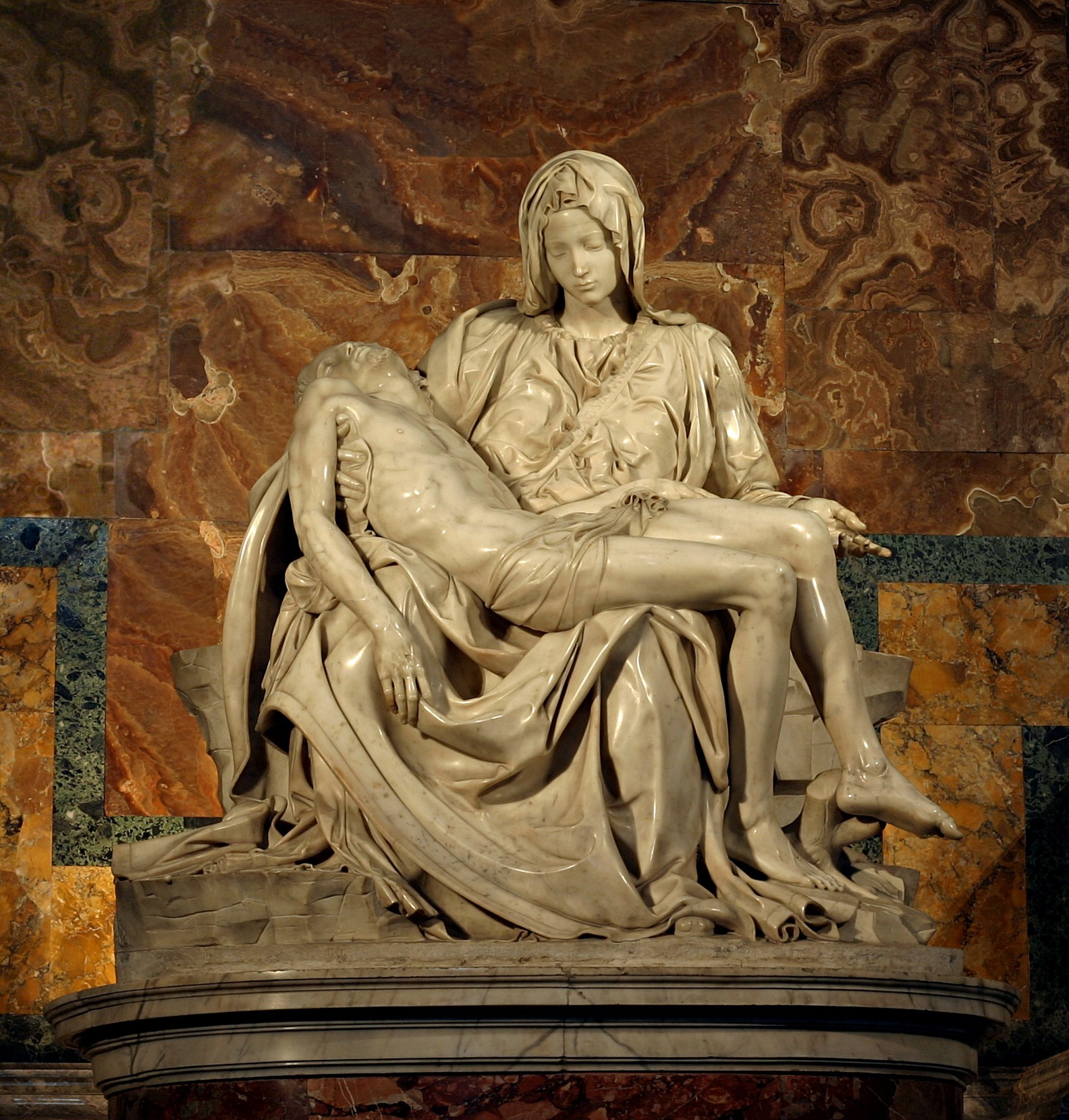
聖殤，藏于梵蒂岡聖伯多祿大殿内
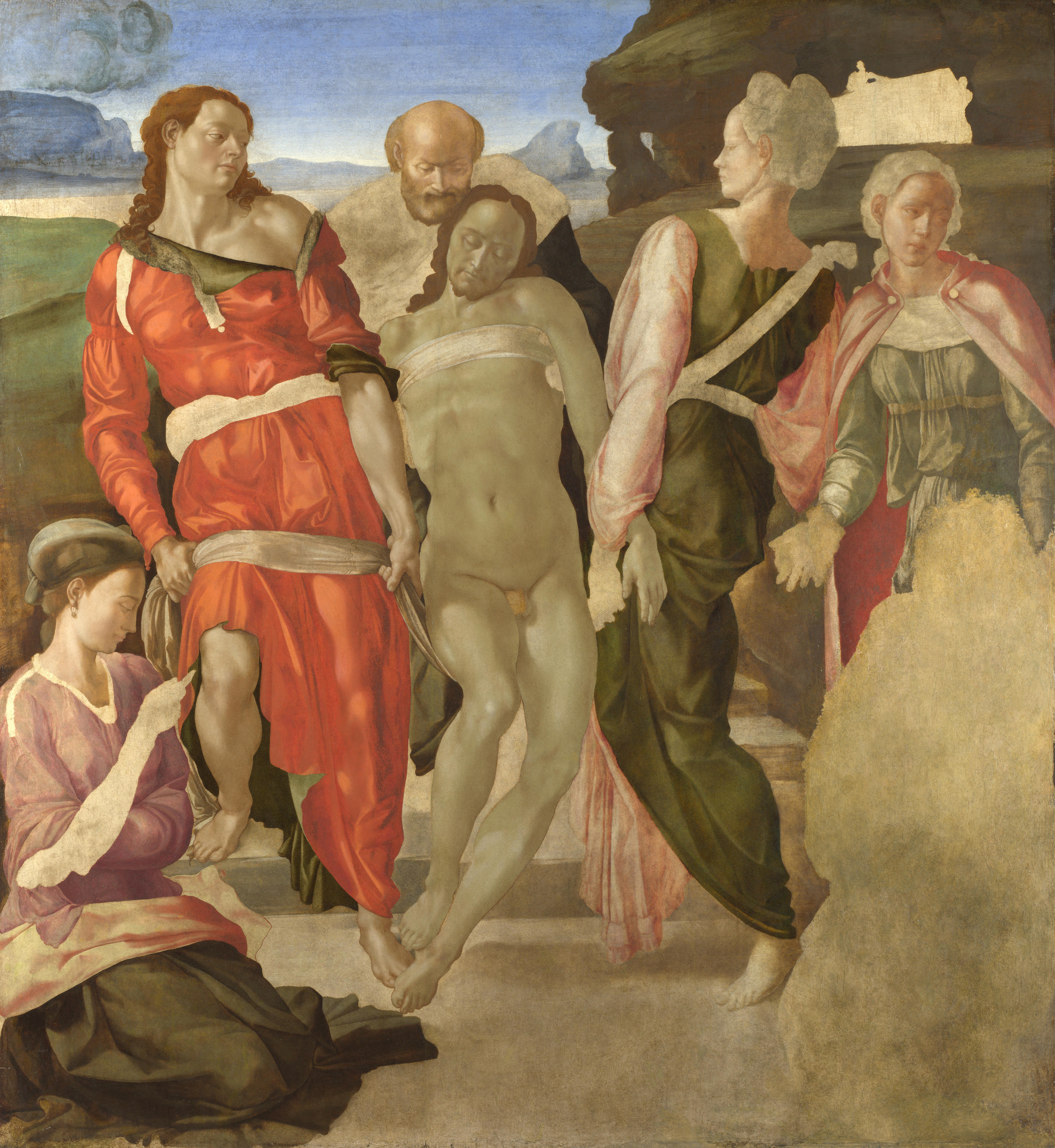
埋葬，1500年至1501年，收藏於英國國家美術館
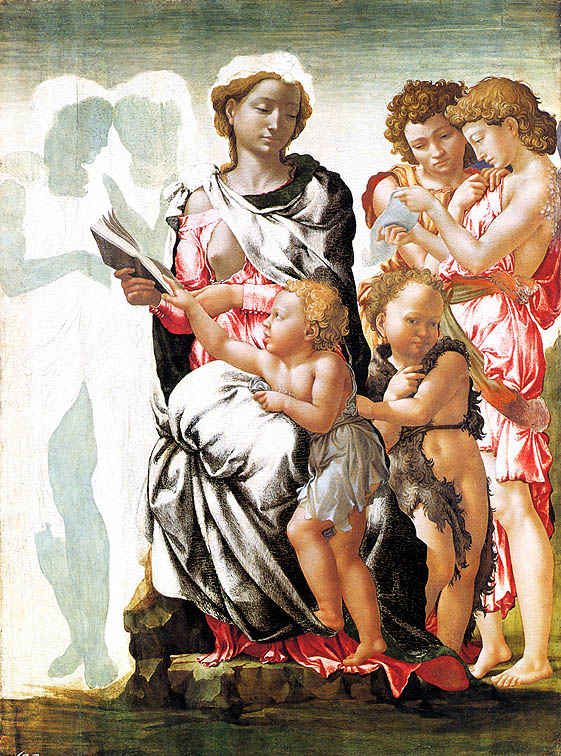
聖母畫像（The Manchester Madonna），1495年，收藏於英國國家美術館
創世紀 (壁畫)，1508年—1512年，梵蒂岡西斯汀小堂天顶画
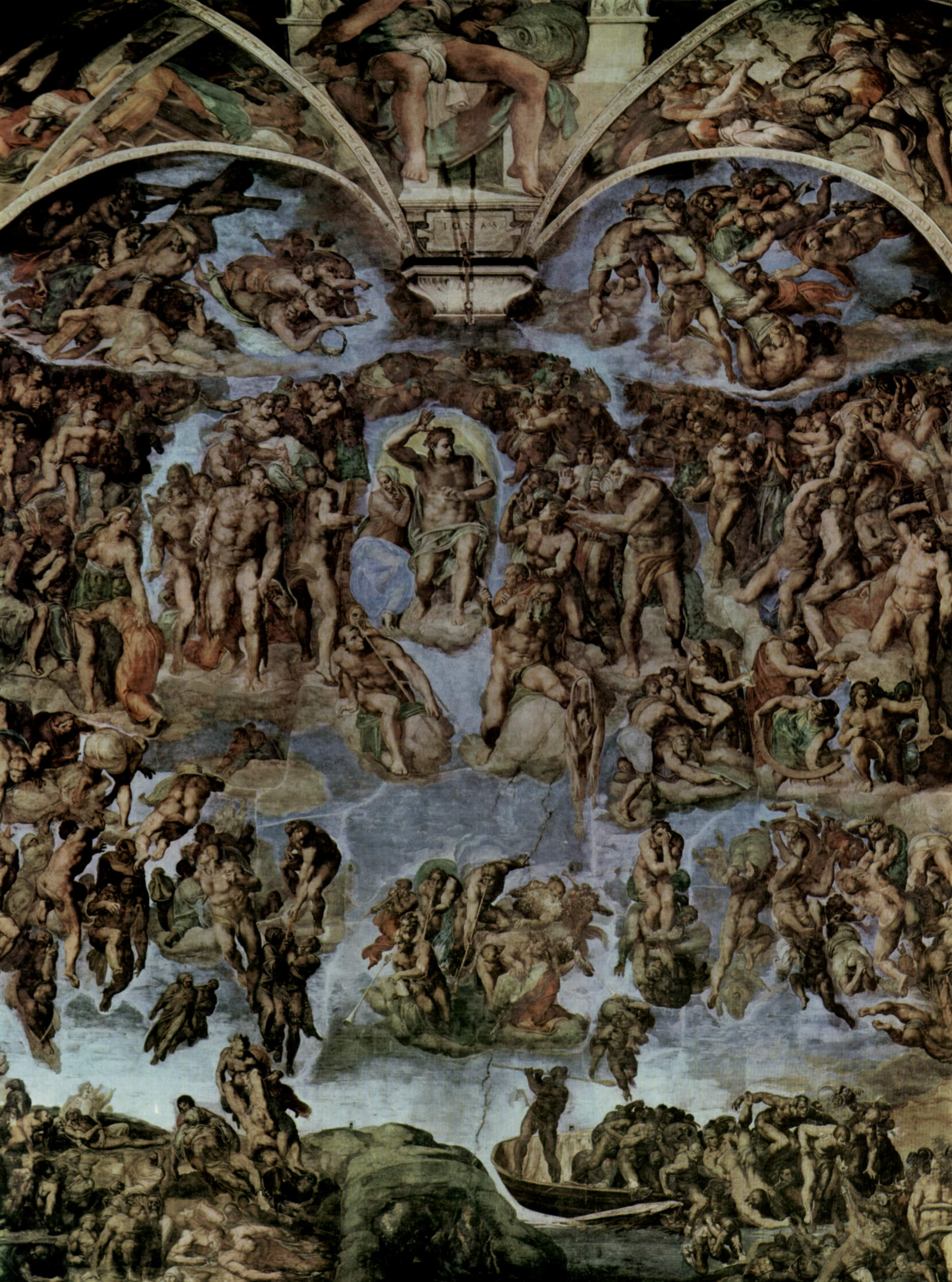
最後的審判，1534年—1541年，梵蒂岡西斯汀小堂天顶画
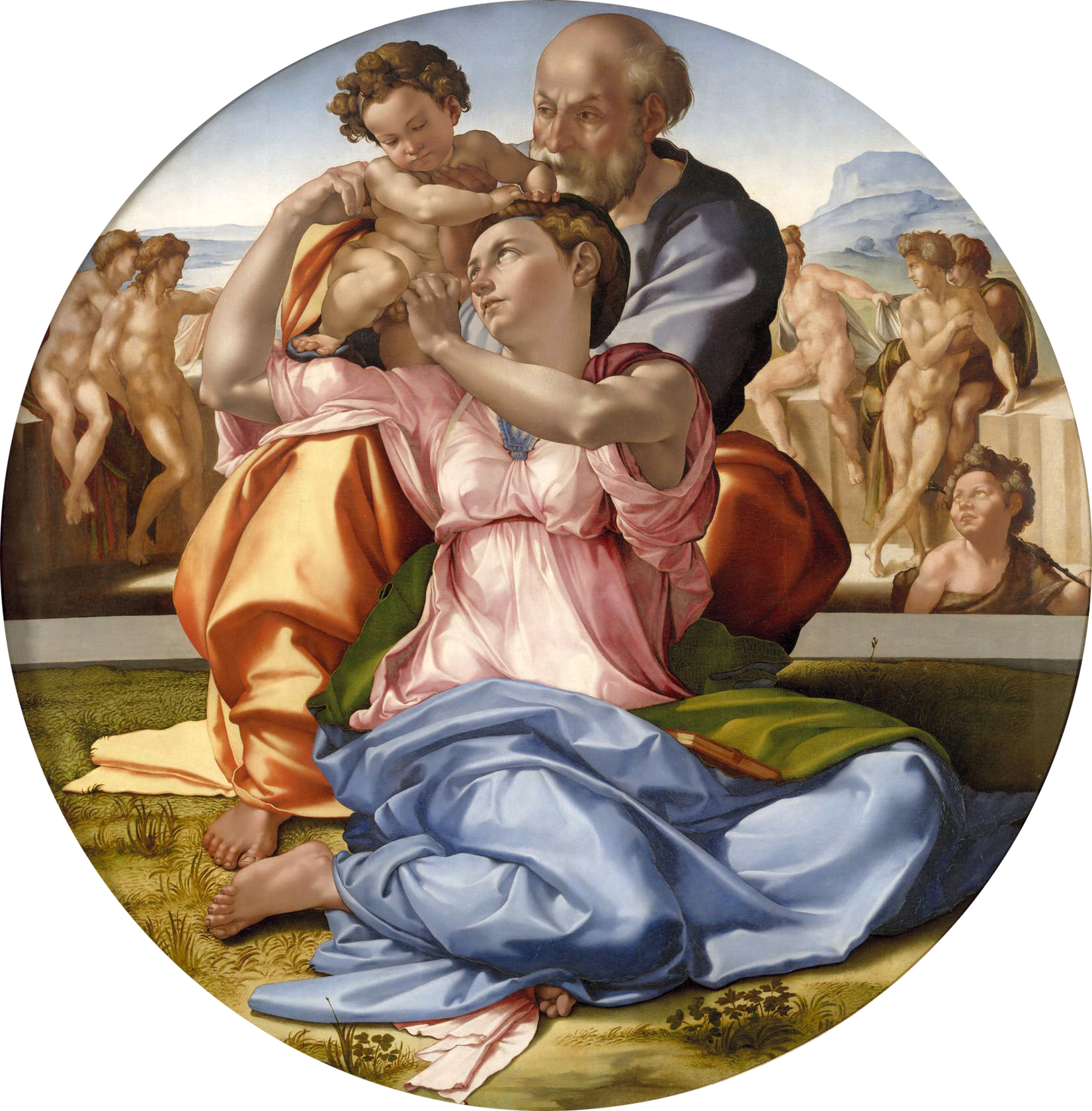
多尼圆画（Tondo Doni），1505年—1507年，收藏於佛羅倫斯烏菲茲美術館
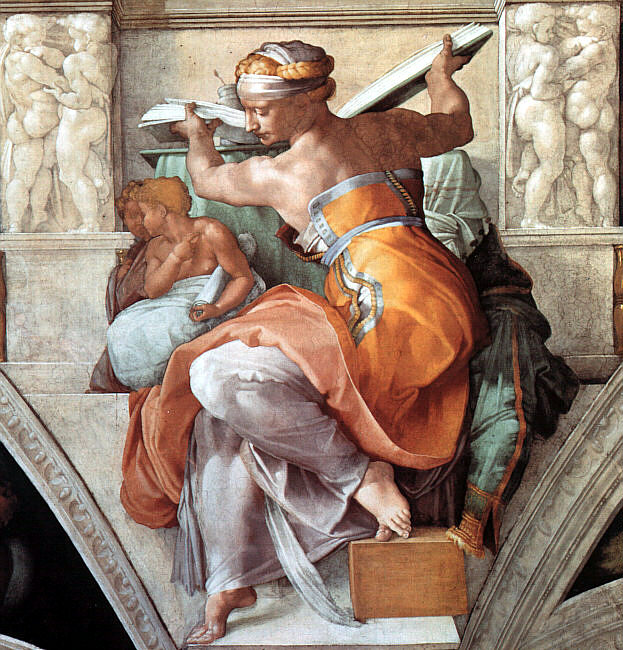
利比卡女预言家（The Libyan Sibyl），1508年—1512年，梵蒂岡西斯汀小堂天顶画
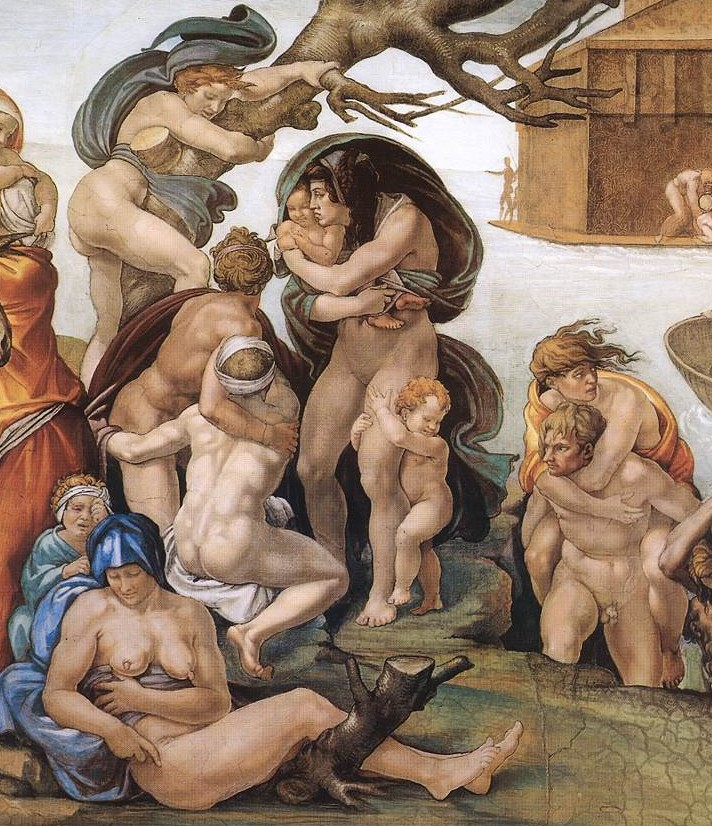
洪水灭世（The Flood），1508年—1512年，梵蒂岡西斯汀小堂天顶画

## 脚注
a. ^ 米开朗基罗的父亲将他的出生日期记为1474年3月6日，根据的是佛罗伦萨当时惯用的纪年方法ab Incarnatione（自基督道成肉身起算）。根据现在通用的公元纪年ab Nativitate，相应为1475年。
b. ^ 关于米开朗基罗上学时的年龄，各方记载并不一致。据德·托尔内（De Tolnay）记载为十岁，然而根据Sedgwick的翻译，康迪维所做传记中米开朗基罗的上学年龄为七岁。
c. ^ 斯特罗齐家族后来得到了赫丘利雕塑。1529年，菲利波·斯特罗齐将雕塑卖给了法王弗朗索瓦一世。1594年，法王亨利四世将其置于枫丹白露宫中的Estang花园（Jardin d'Estang）内。1713年，随着花园被毁，雕像也不知所踪。
d. ^ 瓦萨里所作传记中没有提及这件事情，保罗·乔维奥的书《米开朗基罗的一生》（Life of Michelangelo）中说是米开朗基罗自己想把雕塑做旧卖掉。